# Rowland Taylor
Rowland Taylor, död 1555, var en engelsk martyr.
Taylor blev som protestant 1540 Cranmers kaplan och 1551 kansler hos biskop Ridley. Han synes ha försvarat lady Jane Greys sak mot drottning Maria, häktades omedelbart och brändes i februari 1555 nära Hadleigh. Hans fasta karaktär hade gjort stort intryck på hans samtida, och han är ihågkommen i många folkliga ballader.